# Luiz Araújo
Luiz de Araújo Guimarães Neto (ur. 2 czerwca 1996 w Taquaritindze) – brazylijski piłkarz występujący na pozycji skrzydłowego w klubie Flamengo. Wychowanek Mirassolu, w trakcie swojej kariery grał także w takich zespołach, jak São Paulo, Novorizontino, Lille oraz Atlanta United.